# Boog (meetkunde)

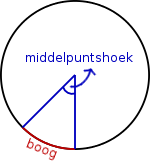
Cirkelboog

In de meetkunde is een boog een deel van een kromme en wordt in het geval dat het om een deel van een cirkel gaat een cirkelboog genoemd. 
Een boog is in het algemeen een begrensd deel van een kromme in meer dimensies. De lengte ervan, de booglengte, kan met behulp van een lijnintegraal worden berekend. Er is voor een cirkel een eenvoudiger oplossing.

## Cirkelboog
Een cirkelboog wordt zo genoemd om aan te geven dat het geen willekeurig kromme betreft maar een deel van een cirkel. Een cirkel boog wordt bepaald door de straal van de cirkel en de middelpuntshoek waarop de boog staat. Deze middelpuntshoek is de hoek tussen de twee lijnstukken tussen de uiteinden van de boog en het middelpunt van de cirkel. De lengte {\displaystyle l} van een cirkelboog verkrijgt men door de middelpuntshoek {\displaystyle \theta }, uitgedrukt in radialen, te vermenigvuldigen met de straal {\displaystyle r} van de cirkel:
{\displaystyle l=r\cdot \theta }
Meet men de middelpuntshoek in graden °, waarbij {\displaystyle \theta } dit aantal graden is, dan wordt de lengte van de cirkelboog:
{\displaystyle l={\frac {2\pi r\theta }{360}}={\frac {\pi r\theta }{180}}}
Verbindt men een punt op de cirkel met de beide uiteinden van de cirkelboog, dan noemt men de hoek die de lijnen vormen een omtrekshoek. Deze omtrekshoek is de helft van de bijbehorende middelpuntshoek.
boog ·
booglengte ·
boogstraal ·
clothoïde ·
overgangsboog ·
straal